# لویولا اوکانر
لویولا اوکانر (انگلیسی: Loyola O'Connor؛ ‏ ۸ ژوئیهٔ ۱۸۶۸ – ۲۶ دسامبر ۱۹۳۱) بازیگر اهل ایالات متحده آمریکا بود.
از فیلم‌هایی که وی در آن‌ها نقش داشته‌است، می‌توان به بوسه، سوزی پاک‌دل و پول کاغذی اشاره نمود.